# 印度殖盘吸虫
印度殖盘吸虫（学名：Cotylophoron indicum）为同盘科殖盘属的动物。分布于印度、苏丹以及中国大陆的福建、浙江、贵州、云南、陕西等地，营寄生生活，终末宿主黄牛、水牛以及绵羊，寄生于瘤胃内。